# ルビー・プリンセス
ルビー・プリンセス（英語: Ruby Princess）は、プリンセス・クルーズが所有・運営するクラウン級のクルーズ客船である。オーストラリアでは、本船に由来する新型コロナウイルス感染症例が一時的に国全体の10%を占めるようになったことで、悪名を得た。4月15日までに、オーストラリアで少なくとも19人が死亡している。また、ニュージーランドでも本船に由来するクラスター感染が発生した。 
本船は、2008年にイタリアトリエステにあるフィンカンティエリによって、クラウン・プリンセスとエメラルド・プリンセスの姉妹船として建造された。その後、2008年10月下旬、カーニバル・コーポレーションとプリンセス・クルーズに引き渡され、2008年11月6日にアメリカ合衆国フロリダ州フォートローダーデールでTrista SutterとRyan Sutterによって命名された。

## 運営拠点
ルビー・プリンセスは当初、メキシカンリビエラ、ハワイ、カリフォルニアの沿岸クルーズに供されるため、ロサンゼルスに拠点を置いていた。2019年末、拠点がオーストラリアへと移転された。 

## 新型コロナウイルス感染症の流行
2020年3月15日、ルピー・プリンセスは、ニュージーランドホークス・ベイネーピアに寄港し、これによりニュージーランド国内で16個のクラスター感染につながった。 
3月19日、オーストラリアニューサウスウェールズ州シドニーで乗客2700人が下船した。翌20日、ニューサウスウェールズ州の保健・医学研究担当大臣であるブラッド・ハザードは、船内の13人が新型コロナウイルス (SARS-CoV-2) の検査を受け、そのうち3人が陽性であったと発表した。州の保健当局は、下船者全員に自己隔離することを求めた。3月24日、乗客1人が死亡し、133人が新型コロナウイルスの検査で陽性であったことが発表された。 
3月30日の時点で、少なくとも乗客440人が新型コロナウイルスの検査で陽性となった。各州の当局は、陽性が確認された下船者の収容状況を以下のように説明した。 
- ニューサウスウェールズ州 - 211人
- 南オーストラリア州 - 71人
- クイーンズランド州 - 70人
- 西オーストラリア州 - 43人
- オーストラリア首都特別地域 - 22人
- ビクトリア州 - 18人
- タスマニア州 - 3人
- ノーザンテリトリー - 2人

翌31日までに、タスマニア州で2人、オーストラリア首都特別地域、ニューサウスウェールズ州、クイーンズランド州でそれぞれ1人ずつの計5人の下船者の死亡が確認された。4月2日までに、ニューサウスウェールズでの感染者数は乗客337人・乗員3人の340人に増加し、検査を受けずにオーストラリアを出国した下船者を除き、乗客の総数は少なくとも576人に増加した。 
4月1日、ルビー・プリンセスはポートボタニー沖まで移動した。また、国際輸送労連は、オーストラリア政府に乗員の下船と居住国への帰国を要求した。要求時点で、オーストラリア沿岸沖にはクルーズ客船18隻と乗員15,000人がいた。ルビー・プリンセスの乗員の6人が医学的な理由で避難した。アスペンメディカルは、ルビー・プリンセスの医学的評価を実施する契約を結び、4月2日に乗船した。 
4月5日、下船者3人がニューサウスウェールズ州で死亡したと報告され、クイーンズランド州でも1人が死亡した。翌6日、西オーストラリア州で1人の死亡が確認され、4月7日（火曜日）にはタスマニア州で1人が死亡した。これにより、下船者の死者は13人となった。 
翌週月曜日の4月13日までに、下船者の死者は18人に達した。4月15日には、19人目の死亡が報告された。この日までの累計感染者数は662人であり、そのうちの342人がニューサウスウェールズ州のものである。乗客・乗員からの二次感染例として11症例が報告されたが、いずれも死には至らなかった。 
4月8日の時点で、乗組員は約1,000人で、そのうちの200人にインフルエンザのような症状があった。新型コロナウイルスの検査を行ったところ、18人の妖精が確認された。ルビー・プリンセスは、4月13日までにバミューダへ移動する予定であったが、結局オーストラリアに留め置かれたままとなった。 
4月13日にニュースレポートが公開され、オーストラリア人下船者約1,700人に関する最新情報が提供され、「18人がウイルスにより死亡し、数百人が感染している」と記された。残りの約900人については、他国から入国し、シドニーを離れた。900人に関する細かな情報はほとんどつかめなかった。 

### 犯罪捜査
2020年4月5日、オーストラリアのニューサウスウェールズ州警察は、ルビー・プリンセスの運営者であるカーニバル・オーストラリア (Carnival Australia) が、新型コロナウイルスの船内流行を意図的に隠蔽したことが、2015年バイオセキュリティ法(Cwth) とニューサウスウェールズ州法に触れるかについて犯罪捜査を開始した。『ガーディアン』によると、「乗客3700人がシドニーに自由に下船することが許可されて以来、オーストラリア政府と州当局は非難の的となっている」とコメントしている。 
4月7日、ニュージーランド首相のジャシンダ・アーダーンは、ルビー・プリンセスが自国の法律に触れたかについて確認するよう法制局に要求したことを明らかにした。 
4月8日、ルビー・プリンセスの「ブラックボックス」レコーダー（船のフライトレコーダー）が押収された。 